# دنگ چائو
دنگ چائو (چینی: Deng Chao؛ ۸ فوریه ۱۹۷۹) بازیگر، کمدین، کارگردان فیلم و خواننده اهل چین است.
از فیلم‌ها یا مجموعه‌های تلویزیونی که وی در آن‌ها نقش داشته است، می‌توان به فرشته و شیطان و پری دریایی اشاره نمود.